# Dede Allen
Dorothea Carothers "Dede" Allen (Clevelândia, 3 de dezembro de 1923 — Los Angeles, 17 de abril de 2010) foi uma montadora norte-americana.